# Eleccions federals alemanyes de 1949
Les eleccions federals alemanyes de 1949 se celebraren el 14 d'agost de 1949 per a elegir els membres del Bundestag de la República Federal d'Alemanya. Foren les primeres eleccions lliures després de l'era nazi.

## Sistema electoral
La nova constitució, que va entrar en efecte en 1949 no va establir un sistema electoral específic per escollir el Bundestag, però un comitè del Parlamentarischer Rat (Consell Parlamentari) va redactar una llei que havia de servir per regular les primeres eleccions, i deixar que el nou Parlament escollís el sistema electoral. Es va establir la representació proporcional amb un mínim del 5% dels vots en un estat per rebre representació.

## Resultats
Un nombre de membres del parlament (2 CDU, 5 SPD, 1 FDP), elegits indirectament per la legislatura de Berlín no foren inclosos en el total final.
|        |                                               |            |        |           |
| Partit | Partit                                        | Vots       | %      | Escons    |
|        | Partit Socialdemòcrata d'Alemanya (SPD)       | 6.934.975  | 29,2%  | 131 / 402 |
|        | Unió Demòcrata Cristiana d'Alemanya (CDU) *   | 5.978.636  | 25,2%  | 115 / 402 |
|        | Freie Demokratische Partei (FDP)*             | 2.829.920  | 11,9%  | 52 / 402  |
|        | Unió Social Cristiana de Baviera (CSU)*       | 1.380.448  | 5,8%   | 24 / 402  |
|        | Partit Comunista d'Alemanya                   | 1.361.706  | 5,7%   | 15 / 402  |
|        | Partit de Baviera                             | 986.478    | 4,2%   | 17 / 402  |
|        | Partit Alemany (DP)*                          | 939.934    | 4,0%   | 17 / 402  |
|        | Partit de Centre (DZP)                        | 727.505    | 3,1%   | 10 / 402  |
|        | Unió de la Reconstrucció Econòmica            | 681.888    | 2,9%   | 12 / 402  |
|        | Partit de Dreta Alemany                       | 391.127    | 1,8%   | 5 / 402   |
|        | Partit Radical-Social de la Llibertat         | 216.749    | 0.91%  | 0 / 402   |
|        | Associació de Votants de Schleswig Meridional | 75.388     | 0.32   | 1 / 402   |
|        | Independents                                  | 1,141,647  | 4.81   | 3 / 402   |
| Total  | Total                                         | 23.732.398 | 100,0% | 402       |

*Aquests partits formaren una Coalició després de les eleccions.

## Post-elecció
Konrad Adenauer esdevé el primer Canceller de la república federal, formant una coalició amb CDU/CSU, Partit Democràtic Lliure (FDP), i el Partit Alemany (DP).